# Muhlenbergia ligularis
Muhlenbergia ligularis är en gräsart som först beskrevs av Eduard Hackel, och fick sitt nu gällande namn av Albert Spear Hitchcock. Muhlenbergia ligularis ingår i släktet muhlygräs, och familjen gräs. Inga underarter finns listade i Catalogue of Life.